# Ванин, Алексей Захарович
Алексе́й Заха́рович Ва́нин (9 января 1925, Благовещенский, Алтайская губерния — 22 мая 2012, Москва) — советский и российский актёр театра и кино, художник, мастер спорта по классической борьбе; заслуженный артист Российской Федерации (1998). Участник Великой Отечественной войны.

## Биография
Алексей Ванин родился 9 января 1925 года (по другим источникам — 13 февраля 1924 года) в посёлке Благовещенском Ребрихинского района Алтайской губернии. Путаницу с днями рождения сам актёр объяснял тем, что специально добавил себе год для того, чтобы быть призванным на фронт.
Алексей Ванин был участником Великой Отечественной войны, воевал в составе Сталинской Сибирской дивизии снайпером, в артиллерии разведчиком, был трижды ранен. После окончания войны до демобилизации был армейским художником. Был направлен для поступления в Одесское артиллерийское училище.
Демобилизовавшись в конце 1945 года, работал директором Киселёвского театра. Василий Иванович Анисимов, мастер спорта по классической борьбе, заметил Алексея и стал его тренировать. По вечерам, после работы, Ванин посещал тренировки. Вскоре Алексей Ванин стал чемпионом города Киселёвска, где он тогда жил. Потом были добыты чемпионские титулы Кемерова, всей Сибири, Москвы. Двукратный серебряный (1956, 1959) и двукратный бронзовый призёр (1955, 1961) чемпионатов СССР по классической борьбе.
В 1949 году был приглашён в Москву, где планировал заняться тренерской работой.
В 1953 году шли поиски актёра на главную роль в фильме «Чемпион мира». Из 33 кандидатов выбор пал на Алексея Ванина. Так фронтовик и борец стал актёром.
Не считая профессию актёра главной, Алексей Ванин продолжал сниматься, учился в институте физической культуры, затем в школе машинистов локомотивов. В начале 1960-х годов был арестован и осуждён за контрабанду (взял с собой в служебную командировку в Венгрию 30 секундомеров для продажи). Отбыл полтора года, освобождён досрочно за примерное поведение. Был исключён из КПСС, уволен из ЦСКА. С 1962 года работал тренером в ДСО «Локомотив».
Был женат шесть раз (последний в 1996 году).
Всю жизнь увлекался рисованием. В Москве посещал художественную студию Грекова.
Скончался 22 мая 2012 года в возрасте 87 лет после продолжительной болезни. Похоронен в Москве на Владыкинском кладбище (уч. 2).

## Фильмография
| Год  |   | Название                                                | Роль                                                           |
| ---- | - | ------------------------------------------------------- | -------------------------------------------------------------- |
| 1954 | ф | Чемпион мира                                            | Илья Громов, чемпион СССР, заслуженный мастер спорта           |
| 1956 | ф | За власть Советов                                       | эпизод                                                         |
| 1957 | ф | Ночной патруль                                          | дорожный мастер                                                |
| 1959 | ф | Золотой эшелон                                          | Имя персонажа не указано                                       |
| 1960 | ф | Девичья весна                                           | матрос Лёша                                                    |
| 1960 | ф | Леон Гаррос ищет друга (СССР, Франция)                  | театрал (нет в титрах)                                         |
| 1961 | ф | Карьера Димы Горина                                     | Пантелей, член бригады Дробота, молодой отец                   |
| 1965 | ф | Ваш сын и брат                                          | Игнат Воеводин, борец из цирка                                 |
| 1965 | ф | Герой нашего времени: «Максим Максимыч. Тамань»         | Эпизод                                                         |
| 1968 | ф | Щит и меч. Обжалованию не подлежит                      | санитар                                                        |
| 1971 | ф | Джентльмены удачи                                       | завязавший уголовник, спустивший Трошкина с лестницы           |
| 1971 | ф | Конец Любавиных                                         | Яшка                                                           |
| 1973 | ф | Бесстрашный атаман                                      | Афанасий                                                       |
| 1973 | ф | Возле этих окон                                         | мастер-портной                                                 |
| 1973 | с | Вечный зов                                              | Вася, шахтёр                                                   |
| 1973 | ф | Калина красная                                          | Пётр Байкалов, брат Любы                                       |
| 1973 | ф | Сибирский дед                                           | трактирщик                                                     |
| 1974 | ф | Агония                                                  | воспитатель наследника престола                                |
| 1975 | ф | Афоня                                                   | Иван Орлов, муж Елены                                          |
| 1975 | ф | Они сражались за Родину                                 | бронебойщик Аким Борзых                                        |
| 1975 | ф | Бегство мистера Мак-Кинли                               | господин в Сенате                                              |
| 1976 | ф | Огненное детство                                        | Чиканов                                                        |
| 1976 | ф | Трын-трава                                              | Алексей Захарович, секретарь райкома                           |
| 1976 | ф | Ты — мне, я — тебе                                      | любитель бани                                                  |
| 1976 | ф | Цветы для Оли                                           | папа Алёши, лесник                                             |
| 1977 | ф | Где ты, Багира?                                         | отец Тани                                                      |
| 1977 | ф | Позови меня в даль светлую                              | Алексей, гость в ресторане                                     |
| 1977 | ф | Побег из тюрьмы                                         | надзиратель                                                    |
| 1977 | ф | Беда                                                    | попутчик                                                       |
| 1977 | ф | Пыль под солнцем                                        | Иванов, командующий Сибирской группы войск                     |
| 1978 | ф | Замурованные в стекле                                   | Имя персонажа не указано                                       |
| 1978 | ф | Целуются зори                                           | пассажир на пароходе                                           |
| 1978 | ф | Поговорим, брат…                                        | Сердюк                                                         |
| 1978 | ф | Весенняя путёвка                                        | ухажёр Тони                                                    |
| 1979 | ф | Вкус хлеба                                              | Квасовец, бывший уголовник                                     |
| 1979 | ф | Мишка на севере                                         | Имя персонажа не указано                                       |
| 1979 | ф | Опасные друзья                                          | Сухов, лидер активистов                                        |
| 1979 | ф | Отец и сын                                              | Василий Семёнович Стёпин                                       |
| 1979 | ф | Звон уходящего лета                                     | Петрок                                                         |
| 1979 | ф | В одно прекрасное детство                               | силач в цирке                                                  |
| 1980 | ф | Половодье                                               | Имя персонажа не указано                                       |
| 1980 | ф | Через тернии к звёздам                                  | робот Бармалей                                                 |
| 1981 | ф | Вишнёвый омут                                           | Гурьян Савкин                                                  |
| 1981 | ф | Праздники детства                                       | Иван Алексеевич, председатель                                  |
| 1981 | ф | Тайна записной книжки                                   | член преступного сообщества                                    |
| 1982 | ф | Василий Буслаев                                         | Имя персонажа не указано                                       |
| 1982 | ф | Грибной дождь                                           | работник типографии                                            |
| 1982 | ф | Нам здесь жить                                          | Михаил                                                         |
| 1983 | ф | Люблю. Жду. Лена                                        | Игнат, машинист локомотива                                     |
| 1983 | ф | Военно-полевой роман                                    | гость                                                          |
| 1984 | ф | Первая конная                                           | начдив Семён Тимошенко                                         |
| 1984 | ф | Нам не дано предугадать…                                | Имя персонажа не указано                                       |
| 1985 | ф | Знай наших!                                             | Лебедев, «дядя Ваня»                                           |
| 1985 | ф | Корабль пришельцев                                      | секретарь горкома Туры                                         |
| 1985 | ф | Говорит Москва                                          | Фёдор Михайлович Орлов                                         |
| 1985 | ф | Завещание                                               | Имя персонажа не указано                                       |
| 1985 | ф | Иван Бабушкин                                           | офицер Писаренко                                               |
| 1986 | ф | Дополнительный прибывает на второй путь                 | Голей, потерпевший                                             |
| 1987 | ф | Гардемарины, вперёд!                                    | сторож Иван                                                    |
| 1987 | ф | Импровизация на тему биографии                          | Имя персонажа не указано                                       |
| 1987 | ф | Приход луны                                             | Имя персонажа не указано                                       |
| 1987 | ф | Христиане                                               | полицейский пристав, свидетель в суде                          |
| 1987 | ф | Два берега                                              | Сергей Захарович                                               |
| 1988 | ф | Серая мышь                                              | Имя персонажа не указано                                       |
| 1989 | ф | Не сошлись характерами                                  | Букреев                                                        |
| 1989 | ф | Фанат                                                   | сотрудник милиции                                              |
| 1990 | ф | Испанская актриса для русского министра (СССР, Испания) | член комиссии                                                  |
| 1991 | ф | Виват, гардемарины!                                     | сторож Иван                                                    |
| 1991 | ф | генерал Василий, сын Иосифа                             | Имя персонажа не указано                                       |
| 1992 | ф | Семейские                                               | Имя персонажа не указано                                       |
| 1992 | ф | Прорва (Россия, Германия, Франция)                      | Имя персонажа не указано                                       |
| 1992 | ф | Три дня вне закона                                      | Трофим Самсонович, отец Маши                                   |
| 1992 | ф | Фиктивный брак / Фіктивний шлюб (Украина)               | Фирсов, санитар                                                |
| 1993 | ф | Вопреки всему                                           | рабочий, вступившийся за Алину                                 |
| 1993 | ф | Я сама                                                  | участковый Сергеич                                             |
| 1995 | ф | Сын за отца                                             | Вася-охотник                                                   |
| 1996 | ф | Любить по-русски 2                                      | «президент», заключённый                                       |
| 1998 | ф | Окраина                                                 | Василий Иванович Перфильев                                     |
| 2002 | с | Next-2                                                  | Касаткин, криминальный авторитет (озвучивание: Рудольф Панков) |
| 2003 | ф | Чёрная метка                                            | член Политбюро ЦК КПСС                                         |
| 2006 | ф | Карнавальная ночь-2, или Пятьдесят лет спустя           | гость, сидящий в зрительном зале                               |

## Награды
- орден Дружбы (21.10.2009)[6]) — за заслуги в развитии отечественной культуры и искусства, многолетнюю плодотворную деятельность
- орден Отечественной войны I степени (11.03.1985)
- орден Отечественной войны II степени
- орден Красной Звезды (1943)
- медаль «За отвагу» (1943) — за мужество, проявленное в боях на Калининском фронте
- медаль «За оборону Сталинграда»
- медаль «За освобождение Праги» (1945)
- Заслуженный артист Российской Федерации (09.01.1998)[7] — за заслуги в области искусства
- Медаль «За заслуги перед обществом» (Алтайский край) (26.07.2009)[8]